# されどわれらが日々
『されどわれらが日々―』（されどわれらがひび）は、柴田翔の中編小説である。1964年に芥川賞を受賞、全共闘世代を描いた青春小説としてベストセラーになった。

## 概要
同人誌「象」に発表されたのち、1964年(昭和39年)の「文学界」に転載された、1960年の学生運動を背景とした青春小説。
同作品は1964年に文芸春秋新社より258ページに渡る作品として出版された。
1964年上半期の第51回芥川龍之介賞を受賞した。1962年のドイツ留学前に著者の柴田翔が完成させ、その後186万部のベストセラーとなり、1960年から1970年代にかけての若者のバイブルとなっている。

## あらすじ
日本共産党が武装闘争の方針を撤回した1955年の第6回全国協議会(六全協)前後の東大を舞台として、デモ活動から逃げ出してきた経験を持つ男性や学生運動の挫折後に主婦として生きることに疑問を持つ女性などの様子を描くことによって、出会い・別れ・闘争・裏切り・死などの要素を作中に登場させ、確かなものなど何一つない時代を生き抜く若者たちの様子を写し出した。

## 刊本
- 『されどわれらが日々―』（されどわれらが日々―、ロクタル管の話）文藝春秋、1964年。
- 『されどわれらが日々―』（文春文庫）文藝春秋、1964年。
- 大江健三郎、江藤淳 編『されど、われらが日々－』講談社〈われらの文学 第21 (高橋和巳,倉橋由美子,柴田翔)〉、1966年、387-487頁。